# Пудар, Лана
Лана Пудар (серб. кир. Лана Пудар; род. 19 января 2006, Мостар, ФБиГ) — боснийская пловчиха, специализирующийся на соревнованиях по плаванию баттерфляем. Участница летних Олимпийских игр 2020 и 2024 годов. Рекордсменка Боснии и Герцеговины во всех шести дисциплинах баттерфляем.

## Биография
Лана Пудар родилась 19 января 2006 года в Мостаре. Её отец Велибор является футбольным вратарём, выступал за клуб «Велес Мостар», а затем стал футбольным тренером.

## Карьера
Пудар стала заниматься плаванием благодаря своим родителям. В начинаниях ей помогли тренеры Алена Чемалович и Дени Мандич.
В 2021 году Пудар выступила на чемпионате Европы среди юниоров. Боснийка завоевала золотую медаль в плавании на 100 м баттерфляем и серебряные медали на 50 м баттерфляем и 200 м баттерфляем.
В апреле 2021 года получила травму ноги, из-за чего на 10 дней полностью выбыла из тренировочного процесса.
Будучи второй по молодости пловчихой на летних Олимпийских играх 2020 года, она заняла 19-е место в плавании на 100 метров баттерфляем среди женщин.
На чемпионате мира по плаванию на короткой воде 2021 года Пудар выиграла бронзу в плавании на 200 м баттерфляем и принесла Боснии и Герцеговине первую в истории международную медаль взрослых соревнований. Она также заняла седьмое место на дистанции вдвое короче и приняла участие на 50 м баттерфляем, но стала лишь 23-й в предварительном раунде.
На чемпионате Европы в Казани боснийская пловчиха выступила на трёх дистанциях. На 50 м баттерфляем она не сумела выйти в финал, став 15-й в полуфинале с результатом 26,40 с. На 100 и 200 м баттерфляем она вышла в финал, где заняла шестое (56,78) и пятое (2.05,89) места, соответственно.